# Tretja makedonska vojna
Tretja makedonska vojna (171-168 pr. n. št.) je bila vojna med Rimsko republiko in kraljem Perzejem Makedonskim.
Leta 179 pr. n. št. je umrl kralj Filip V. Makedonski, nasledil pa ga je njegov ambiciozni sin Perzej. Bil je protirimski in je v Makedoniji vzbujal protirimska čustva. Leta 172 pr. n. št. je Perzeja obiskala rimska komisija in od njega zahtevala koncesije, kar je pomenilo konec njegove neodvisnosti. Ker ni hotel ugoditi zahtevam, so se vrnili domov in Rim je napovedal vojno.
Večina vojne se je odvijala v Makedoniji in sosednji Tesaliji, kjer so bile nameščene rimske čete. Po neprepričljivi bitki pri Kaliniku leta 171 pr. n. št. in večletnem bojevanju je Rim leta 168 pr. n. št. v bitki pri Pidni odločno premagal makedonske sile, s čimer se je vojna končala.
Zmaga Rima je končala dinastijo Antigonid in dejansko končala neodvisnost helenističnega kraljestva Makedonije, čeprav je bila formalna priključitev oddaljena še nekaj let. Kraljestvo je bilo razdeljeno na štiri klientske republike, imenovane meride, s prestolnicami v Amfipolisu, Solunu, Peli in Pelagoniji, ki so bile članice zvezne lige, Lige Makedoncev. Rimski ugled in avtoriteta v Grčiji sta se močno povečala.

## Ozadje
V preteklem stoletju so grškemu svetu prevladovala tri glavna nasledniška kraljestva Aleksandrovega cesarstva: Ptolemajsko kraljestvo, kraljestvo Makedonija in Selevkidsko cesarstvo. Cesarske ambicije Selevkidov po letu 230 pr. n. št. so bile še posebej destabilizirajoče. Selevkidi so se odpravili osvojiti Egipt, Egipt pa se je odzval z veliko mobilizacijsko kampanjo. Ta kampanja je privedla do vojaške zmage proti vpadom Selevkidov, toda leta 205 pr. n. št., ko je Ptolemaja IV. Filopatorja nasledil petletni Ptolemaj V. Epifan (pod regentstvom), je Egipt izbruhnil v veliko državljansko vojno med severom in jugom. Ko so videli, da je zdaj mogoče zlahka osvojiti ves Egipt, so Makedonci in Selevkidi sklenili zavezništvo, da bi si Egipt razdelili med seboj
Ta pakt je predstavljal največjo grožnjo stoletnemu političnemu redu, ki je grški svet ohranjal v relativni stabilnosti in zlasti veliko grožnjo manjšim grškim kraljestvom, ki so ostala neodvisna. Ker sta bila Makedonija in Selevkidsko cesarstvo vir grožnje, Egipt pa je bil v nemirih, so se manjša grška kraljestva obrnila na Rim po pomoč. Ta diplomatski razvoj je predstavljal veliko spremembo, saj so Grki pred kratkim pokazali le malo več kot prezir do Rima, Rim pa le malo več kot apatijo do Grčije. Veleposlaniki iz Pergamona in Rodosa so pred rimskim senatom predložili dokaze, da sta Filip V. Makedonski in Antioh III. Veliki iz Selevkidskega cesarstva podpisala pakt o nenapadanju. Čeprav ni jasno, kakšna je bila natančna narava te pogodbe in natančen rimski razlog za vpletanje kljub desetletjem apatije do Grčije (ustrezni odlomki o tem iz našega primarnega vira Polibija, so izgubljeni), je grška delegacija uspešno pridobila rimsko pomoč. Rim sprva ni nameraval vojskovati proti Makedoniji, temveč diplomatsko posredovati v njenem imenu.
Rim je Filipu postavil ultimat, da mora prenehati s svojimi pohodi proti novim grškim zaveznikom Rima. Filip je dvomil v moč Rima (kar ni bilo neutemeljeno prepričanje glede na rimsko uspešnost v prvi makedonijski vojni), zato je prošnjo ignoriral, kar je Rimljane presenetilo. Rimljani so verjeli, da sta na kocki njihova čast in ugled, zato so konflikt stopnjevali s pošiljanjem vojske Rimljanov in grških zaveznikov, da bi prisilili k razrešitvi spora, s čimer se je začela druga makedonska vojna. Presenetljivo (glede na njegove nedavne uspehe proti Grkom in prejšnje uspehe proti Rimu) se je Filipova vojska pod pritiskom rimsko-grške vojske vdala. Rimske čete pod vodstvom takratnega konzula Tita Kvincija Flaminija so do leta 198 pr. n. št. dosegle Tesalsko ravnino. Leta 197 pr. n. št. so Rimljani v bitki pri Kinoskefalah odločno premagali Filipa, ki je nato zaprosil za mir. V nastali Tempejski pogodbi je bilo Filipu V. prepovedano vmešavanje v zadeve zunaj njegovih meja in je moral opustiti svoja nedavna grška osvajanja. Na olimpijadi leta 196 pr. n. št. je Rim razglasil "svobodo Grkov", kar je predstavljalo (verjetno zgrešeno) novo rimsko politiko do Grčije. Grčija je bila zdaj stabilna in Rim se je lahko popolnoma umaknil iz grških zadev, ne da bi tvegal večjo nestabilnost. Zdelo se je, da Rim v regiji ni imel več interesa, saj je umaknil vse vojaške sile, ne da bi sploh poskušal utrditi kakršne koli pridobitve in se nato vrnil k svoji prejšnji apatiji, tudi ko so njihovi grški zavezniki ignorirali poznejše rimske prošnje.